# سامانه اطلاعات اجرایی

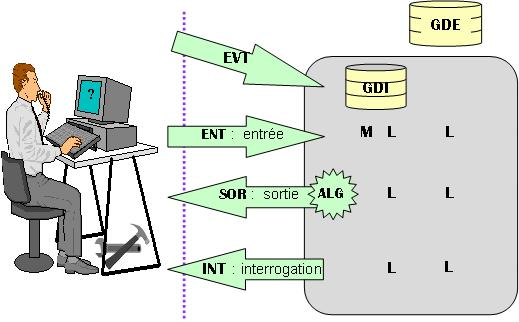
تصویری کارتونی از سامانه اطلاعات اجرایی

یک سامانه اطلاعات اجرایی (به انگلیسی: executive information system) (EIS) همچنین به عنوان یک سامانه پشتیبانی اجرایی (به انگلیسی: executive support system) (ESS) شناخته می‌شود، نوعی از سیستم پشتیبانی مدیریت است که اطلاعات اجرایی و تصمیم‌گیری‌های ارشد را تسهیل و پشتیبانی می‌کند. این دسترسی آسان به اطلاعات داخلی و خارجی مربوط به اهداف سازمانی را فراهم می‌کند. این معمولاً یک فرم تخصصی سیستم پشتیبانی تصمیم (DSS) است.
EIS بر روی نمایشگرهای گرافیکی و رابط کاربری آسان برای استفاده قرار می‌گیرد. آن‌ها توانایی‌های گزارش دهی قوی و تمرکز پایین را ارائه می‌دهند. به‌طور کلی، EIS سیستمی است که به مدیران ارشد کمک می‌کند تا روندهای متغیرهای مهم را تجزیه و تحلیل، مقایسه و برجسته کنند تا بتوانند عملکرد و شناسایی فرصت‌ها و مشکلات را کنترل کنند. EIS و فناوری ذخیره‌سازی داده هادر بزار هم‌گام هستند.
در سال‌های اخیر، اصطلاح EIS محبوبیت را به نفع هوش تجاری کاهش داده‌است .(با حوزه‌های گزارشگری، تحلیل و داشبورد دیجیتال)

## تاریخچه
به‌طور سنتی، سیستم‌های اطلاعات اجرایی برنامه‌های رایانه ای اصلی بود. هدف این بود که داده‌های شرکت را بسته و برای ارائه عملکرد فروش یا آمار تحقیق بازار برای تصمیم گیرندگان ارائه دهیم. مانند مدیران بازاریابی، مدیر عامل اجرایی، که لزوماً با رایانه آشنا نبودند. هدف این بود که برنامه‌های کامپیوتری را توسعه دهیم که اطلاعات را برای ارزیابی نیازهای مدیران ارشد مورد توجه قرار دهد. به‌طور معمول، EIS فقط اطلاعاتی را ارائه می‌دهد که تصمیمات سطح اجرایی را پشتیبانی می‌کند، نه همه اطلاعات شرکت را.
امروزه استفاده از EIS نه تنها در سلسله مراتب معمول شرکت‌ها بلکه در سطوح پایین‌تر شرکت‌ها نیز وجود دارد. همان‌طور که برخی از شرکت‌های سرویس دهنده خدمات جدیدترین سیستم‌های اطلاعات سازمانی را اتخاذ می‌کنند، کارکنان می‌توانند از رایانه شخصی خود برای دسترسی به داده‌های شرکت و شناسایی اطلاعات مربوط به تصمیم‌گیری خود استفاده کنند. این ترتیب اطلاعات مربوط به سطح بالا و پایین شرکت را فراهم می‌کند.

## اجزاء
اجزا EIS به‌طور معمول می‌توانند طبقه‌بندی شوند:
- سخت‌افزار
- نرم‌افزار
- روابط کاربر
- ارتباطات مخابراتی

## سخت‌افزار
هنگام صحبت در مورد سخت‌افزار کامپیوتر برای یک محیط EIS، باید روی سخت‌افزارهایی که نیازهای اجرایی را برآورده می‌کنند تمرکز کنیم. ابتدا باید اجرایی شود و قبل از انتخاب سخت‌افزار باید نیازهای اجرایی تعریف شود. سخت‌افزار اساسی مورد نیاز برای یک EIS معمولی شامل چهار جزء است:
1. ورودی دستگاه ورود داده‌ها:این دستگاه‌ها اجازه می‌دهد تا اجرایی بلافاصله وارد، تأیید و به روز شود.
2. واحد پردازش مرکزی (CPU) که مهم‌ترین دلیل آن کنترل سایر اجزای سیستم کامپیوتری است.
3. فایل‌های ذخیره‌سازی داده :مجری می‌تواند از این بخش برای ذخیره اطلاعات کسب و کار مفید استفاده کند و این بخش همچنین به مجری کمک می‌کند که به راحتی اطلاعات کسب و کار تاریخی را جستجو کند.
4. دستگاه‌های خروجی: که یک پرونده بصری یا دائمی برای اجرایی برای ذخیره یا خواندن فراهم می‌کنند. این دستگاه به دستگاه خروجی بصری مانند مانیتور یا چاپگر اشاره دارد.

## نرم‌افزار
انتخاب نرم‌افزار مناسب برای یک EIS مؤثر است؛ بنابراین، اجزای نرم‌افزاری و نحوه ادغام داده‌ها در یک سیستم مهم هستند. یک EIS معمولی شامل چهار بخش نرم‌افزاری می‌شود:
1. نرم‌افزار تبدیل متن :اسناد معمولاً مبتنی بر متن هستند.
2. پایگاه داده‌ها:پایگاه‌های داده‌های ناهمگونی در یک محدوده از سیستم عامل‌های مخصوص و باز کامپیوتر به مدیران کمک می‌کند تا دسترسی به داده‌های داخلی و خارجی داشته باشند.
3. پایه گرافیکی:گرافیک می‌تواند حجم متن و آمار را به اطلاعات بصری برای مدیران تبدیل کند. انواع گرافیکی معمول عبارتند از: نمودارهای سری زمانی، نمودارهای پراکنده، نقشه‌ها، گرافیک حرکت، نمودار توالی و نمودارهای مقایسه گرا (به عنوان مثال نمودارهای نوار)
4. پایه مدل :مدل‌های EIS حاوی تجزیه و تحلیل آماری، مالی و غیره است.

## رابط کاربری
EIS باید برای بازیابی اطلاعات مربوطه برای تصمیم گیرندگان مفید باشد، بنابراین رابط کاربر بسیار مهم است. چندین نوع رابط برای ساختار EIS مانند گزارش‌های برنامه‌ریزی شده، سوالات / پاسخ‌ها، منوی رانده شده، زبان فرمان، زبان طبیعی و ورودی / خروجی موجود است.

## مخابرات
با توجه به عدم تمرکز در حال تبدیل شدن به روند فعلی در شرکت‌ها، ارتباطات راه دور نقش اساسی در سیستم‌های اطلاعات شبکه ایفا می‌کند. انتقال اطلاعات از یک مکان به مکان دیگر برای ایجاد شبکه قابل اعتماد تبدیل شده‌است. علاوه بر این، ارتباطات مخابراتی در یک EIS می‌تواند نیاز به دسترسی به داده‌های توزیع را تسریع کند.

## برنامه‌های کاربردی
EIS به مدیران کمک می‌کند داده‌ها را براساس معیارهای تعیین شده توسط کاربر پیدا کنند و بینش و درک مبتنی بر اطلاعات را ارتقا دهند. بر خلاف یک سیستم اطلاعاتی مدیریتی سنتی، EIS می‌تواند داده‌های حیاتی و کم مصرف را تشخیص دهد و فعالیت‌های کلیدی مختلفی را برای مدیران ارزیابی کند، هر دو که در ارزیابی اینکه آیا شرکت به اهداف شرکت خود برسد، مفید است. پس از درک مزایای آن، مردم در بسیاری از مناطق، به ویژه در زمینه تولید، بازاریابی و مالی، EIS را اعمال کرده‌اند.

## ساخت
تولید تبدیل مواد خام به کالاهای به پایان رسیده برای فروش یا فرایندهای متوسط که شامل تولید یا پایان دادن به نیمه تولید می‌شود. این شاخه ای بزرگ از صنعت و تولید ثانویه است. کنترل عملیاتی تولیدی تمرکز بر عملیات روزمره است و ایده مرکزی این فرایند اثربخشی است.

## بازار یابی
در یک سازمان، وظیفه مدیران بازاریابی مدیریت منابع بازاریابی موجود برای ایجاد یک آینده مؤثرتر است. برای این، آن‌ها نیاز به تصمیم‌گیری در مورد خطر و عدم قطعیت یک پروژه و تأثیر آن در شرکت در کوتاه مدت و بلند مدت دارند. برای کمک به مدیران بازاریابی در تصمیم‌گیری‌های مؤثر بازاریابی، EIS می‌تواند مورد استفاده قرار گیرد.EIS پیش‌بینی فروش را فراهم می‌کند که می‌تواند مدیر اجرایی بازار را در مقایسه با پیش فروش فروش پیش‌بینی کند. EIS همچنین یک رویکرد به قیمت محصول را ارائه می‌دهد که در تجزیه و تحلیل ریسک یافت می‌شود. مدیر اجرایی بازار می‌تواند قیمت‌گذاری را به عنوان مرتبط با رقابت همراه با رابطه کیفیت محصول با قیمت مورد بررسی قرار دهد. به‌طور خلاصه، بسته نرم‌افزاری EIS، مدیران بازاریابی را قادر می‌سازد تا با هدایت روند، انجام حسابرسی از داده‌های فروش و محاسبه مجموع، میانگین‌ها، تغییرات، واریانس‌ها یا نسبت‌ها، دستکاری داده‌ها را انجام دهند.

## مالی
تجزیه و تحلیل مالی یکی از مهم‌ترین مراحل برای شرکت‌های امروز است. مدیران باید از نسبت‌های مالی و تحلیل جریان نقدی برای برآورد روند و تصمیم‌گیری در مورد سرمایه‌گذاری استفاده کنند. EIS ادغام برنامه‌ریزی یا بودجه بندی با کنترل گزارش عملکرد را می‌دهد و می‌تواند برای مدیریت اجرایی بسیار مفید باشد. EIS بر پاسخگویی به عملکرد مالی متمرکز است و اهمیت استانداردهای هزینه و بودجه انعطاف‌پذیر را در توسعه کیفیت اطلاعات ارائه شده برای تمام سطوح اجرایی مورد توجه قرار می‌دهد.

## مزایا و معایب
مزایا EIS
- برای مدیران سطح بالا برای استفاده آسان، تجربه کامپیوتری گسترده در عملیات مورد نیاز نیست.
- فراهم کردن توانایی‌های تمرین قوی برای تجزیه و تحلیل بهتر اطلاعات داده شده.
- اطلاعات ارائه شده بهتر درک شده‌است.
- EIS به موقع تحویل اطلاعات ارائه می‌دهد. مدیریت می‌تواند سریعاً تصمیم‌گیری کند.
- اطلاعات ردیابی را بهبود می‌بخشد.
- کارایی را برای تصمیم گیرندگان ارائه می‌دهد.

معایب EIS
- وابسته به سیستم
- قابلیت محدود با طراحی
- اطلاعات بیش از حد برای برخی از مدیران
- مزایا به اندازه کافی سنجیده می‌شود.
- هزینه‌های اجرای بالا
- سیستم ممکن است آهسته، بزرگ و سخت برای مدیریت باشد
- نیاز به فرایندهای داخلی مناسب برای مدیریت داده‌ها
- ممکن است به داده‌های کمتر قابل اعتماد و کمتر امن منجر شود.
- هزینه بیش از حد برای شرکت کوچک

## رویداد آینده
آینده سیستم‌های اطلاعات اجرایی توسط سیستم‌های رایانه ای اصلی محدود نمی‌شود. این روند مدیران رایگان از یادگیری سیستم عامل‌های کامپیوتری مختلف و به‌طور قابل ملاحظه ای کاهش هزینه‌های اجرای. از آنجا که این روند شامل استفاده از برنامه‌های کاربردی نرم‌افزار موجود، مدیران نیازی به یادگیری زبان جدید یا خاص برای بسته EIS ندارند.